# Powiat Skarżyski
Der Powiat Skarżyski ist ein Powiat (Kreis) in der polnischen Woiwodschaft Heiligkreuz. Der Powiat hat eine Fläche von 394,81 km², auf der 78.800 Einwohner leben.

## Gemeinden
Der Powiat umfasst fünf Gemeinden, davon eine Stadtgemeinde, eine Stadt-und-Land-Gemeinde und drei Landgemeinden.

### Stadtgemeinde
- Skarżysko-Kamienna

### Stadt-und-Land-Gemeinde
- Suchedniów

### Landgemeinden
- Bliżyn
- Łączna
- Skarżysko Kościelne